# Nieuw-Zeelandse gekko's
Nieuw-Zeelandse gekko's (Hoplodactylus) zijn een geslacht van hagedissen die behoren tot de gekko's en de familie Diplodactylidae.

## Naam en indeling
Er zijn twee soorten, de wetenschappelijke naam van de groep werd voor het eerst voorgesteld door Leopold Fitzinger in 1843. Vroeger werden er meer soorten in het geslacht geplaatst; een aantal daarvan is echter in andere geslachten, waaronder Mokopirirakau, ondergebracht.
De geslachtsnaam Hoplodactylus betekent vrij vertaald 'gewapende tenen'.

## Verspreiding en habitat
De hagedissen zijn endemisch bekend uit delen van Nieuw-Zeeland. De habitat bestaat uit gematigde bossen, gematigde scrublands en rotsige kliffen in kustgebieden.

## Beschermingsstatus
Door de internationale natuurbeschermingsorganisatie IUCN is aan beide soorten een beschermingsstatus toegewezen. Een soort wordt beschouwd als 'gevoelig' (Near Threatened of NT) en een soort wordt gezien als 'uitgestorven' (Extinct of EX).

## Soorten
Het geslacht omvat de volgende soorten, met de auteur, de persoon naar wie de soort vernoemd is, het verspreidingsgebied en de beschermingsstatus.
| Naam                     | Auteur                        | Vernoemd naar          | Verspreidingsgebied                                                          | Beschermingsstatus |
| ------------------------ | ----------------------------- | ---------------------- | ---------------------------------------------------------------------------- | ------------------ |
| Hoplodactylus delcourti  | Alain Delcourt                | Bauer & Russell, 1986  | Nieuw-Zeeland                                                                |                    |
| Hoplodactylus duvaucelii | Alfred Duvaucel (1792 - 1824) | Duméril & Bibron, 1836 | Nieuw-Zeeland (Eilanden ten noordoosten van Noordereiland en in Straat Cook) |                    |